# 洛拉·安德森
洛拉·安德森，MBE（英語：Lola Anderson，1998年4月16日—），英国女子赛艇运动员。她曾代表英国参加捷克拉奇采举行的2022年世界赛艇锦标赛，获得女子四人双桨铜牌。她也在2022年欧洲赛艇锦标赛上获得金牌。